# شرق كامنج
شرق كامنج رمزها «EK» (بالإنجليزية: East  Kameng)‏ ، هو تقسيم إداري لدولة الهند تتبع ولاية أروناجل برديش (بالإنجليزية: Arunachal  Pradesh)‏ ، مركزها هو مدينة سيبا (بالإنجليزية: Seppa)‏ عدد سكانها حسب تعداد سنة 2001 هو 57,065 ، مساحتها 4,134 كم² وكثافة السكان 14 لكل كم² .